# Footscray
Footscray är en del av en befolkad plats i Australien. Den ligger i kommunen Maribyrnong i delstaten Victoria, i den sydöstra delen av landet,500 km sydväst om huvudstaden Canberra. Footscray är beläget 27 meter över havet och antalet invånare är 13 203.
Terrängen runt Footscray är platt och sluttar söderut. Trakten är tätbefolkad. Närmaste större samhälle är Melbourne, 5,8 km öster om Footscray. 
Runt Footscray är landskapet i huvudsak tätbebyggt. Kustklimat råder i trakten. Årsmedeltemperaturen i trakten är 15 °C. Den varmaste månaden är december, då medeltemperaturen är 23 °C, och den kallaste är juli, med 6 °C. Genomsnittlig årsnederbörd är 971 millimeter. Den regnigaste månaden är juni, med i genomsnitt 115 mm nederbörd, och den torraste är januari, med 34 mm nederbörd.